# Koncernbidrag
Ett koncernbidrag innebär en överföring av likvida medel mellan olika bolag i en koncern och som inte avser ersättning för att förvärva eller bibehålla inkomster utan som görs enbart för att utjämna resultat mellan koncernens olika företag. Koncernbidrag utgör en möjlighet för ett företag att jämna ut vinster och förluster mellan olika interna bolag.

## Sverige
Enligt 2010 års skattelagstiftning är koncernbidrag skattemässigt avdragsgilla för givaren och skattepliktiga för mottagaren om vissa förutsättningar enligt kapitel 35 i Inkomstskattelag (1999:1229) är uppfyllda. Moderföretaget i koncernen måste vara ett svenskt aktiebolag, en svensk ekonomisk förening, en svensk sparbank, ett svenskt ömsesidigt försäkringsföretag, en svensk skattskyldig stiftelse eller en svensk skattskyldig ideell förening för att avdragsgilla koncernbidrag skall kunna lämnas. 
De dotterföretag inom koncernen som kan lämna och mottaga avdragsgilla och skattepliktiga koncernbidrag måste till mer än 90 % av andelarna ägas av moderföretaget och vara svenska aktiebolag eller svenska ekonomiska föreningar. Ett dotterföretag vilkas andelar till mer än 90 % innehas av moderföretaget kallas i Inkomstskattelag (1999:1229) för ett helägt dotterföretag.
Andelarna måste ha ägts under hela beskattningsåret för att koncernbidrag skall vara möjligt.